# تربية الأغنام

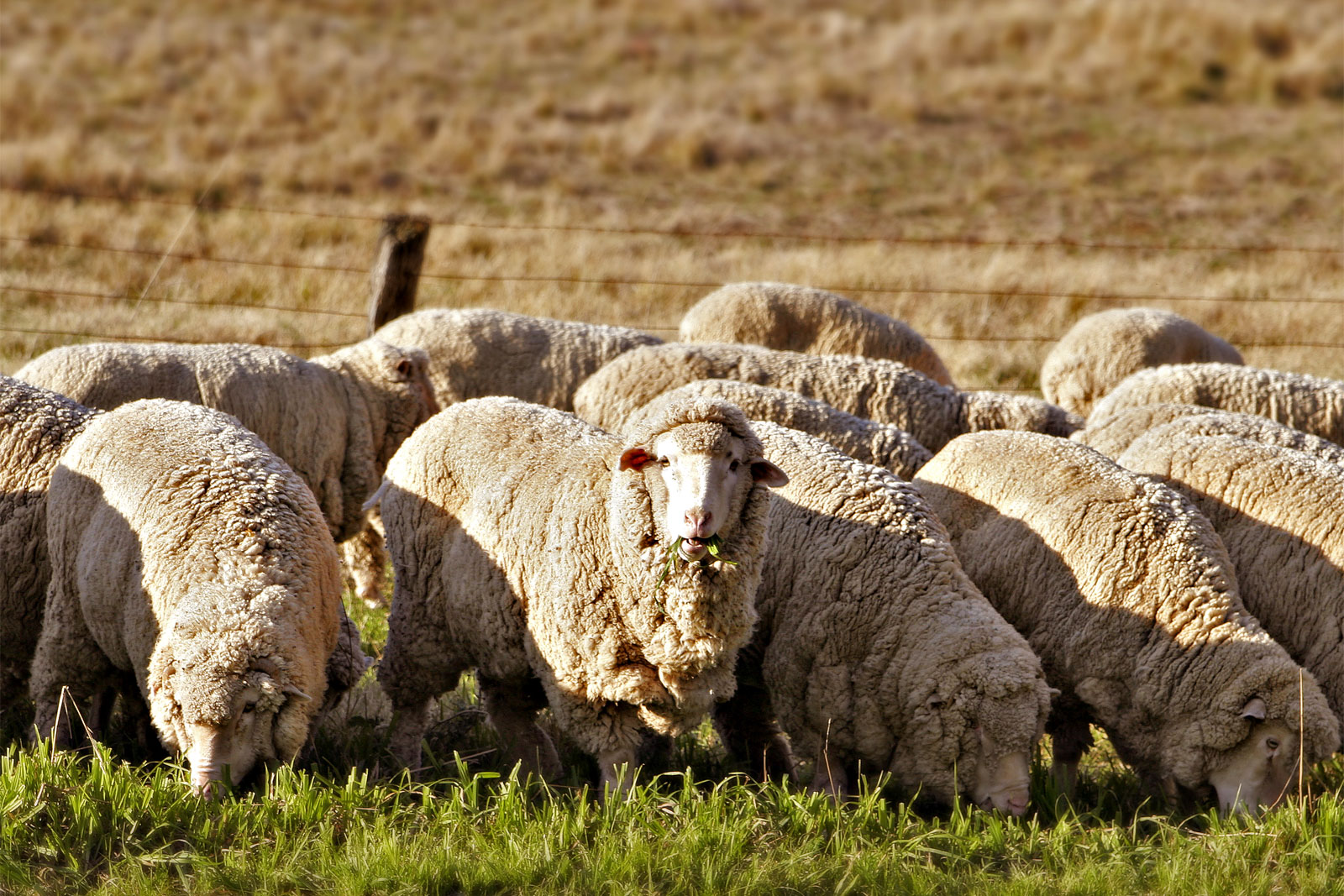
خروف المارينو الأسترالي

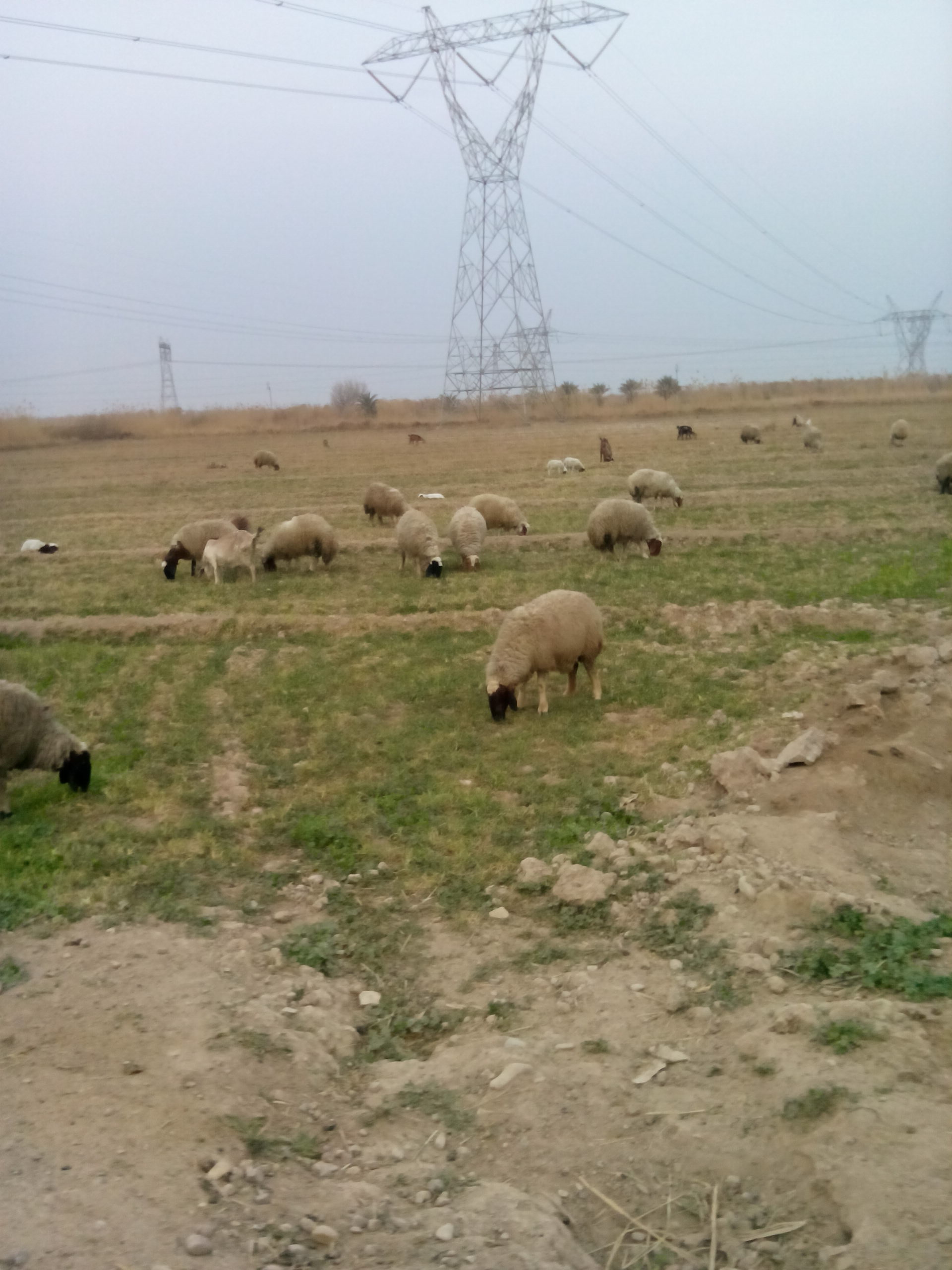
مجموعة من الخراف ترعى في سهول العراق

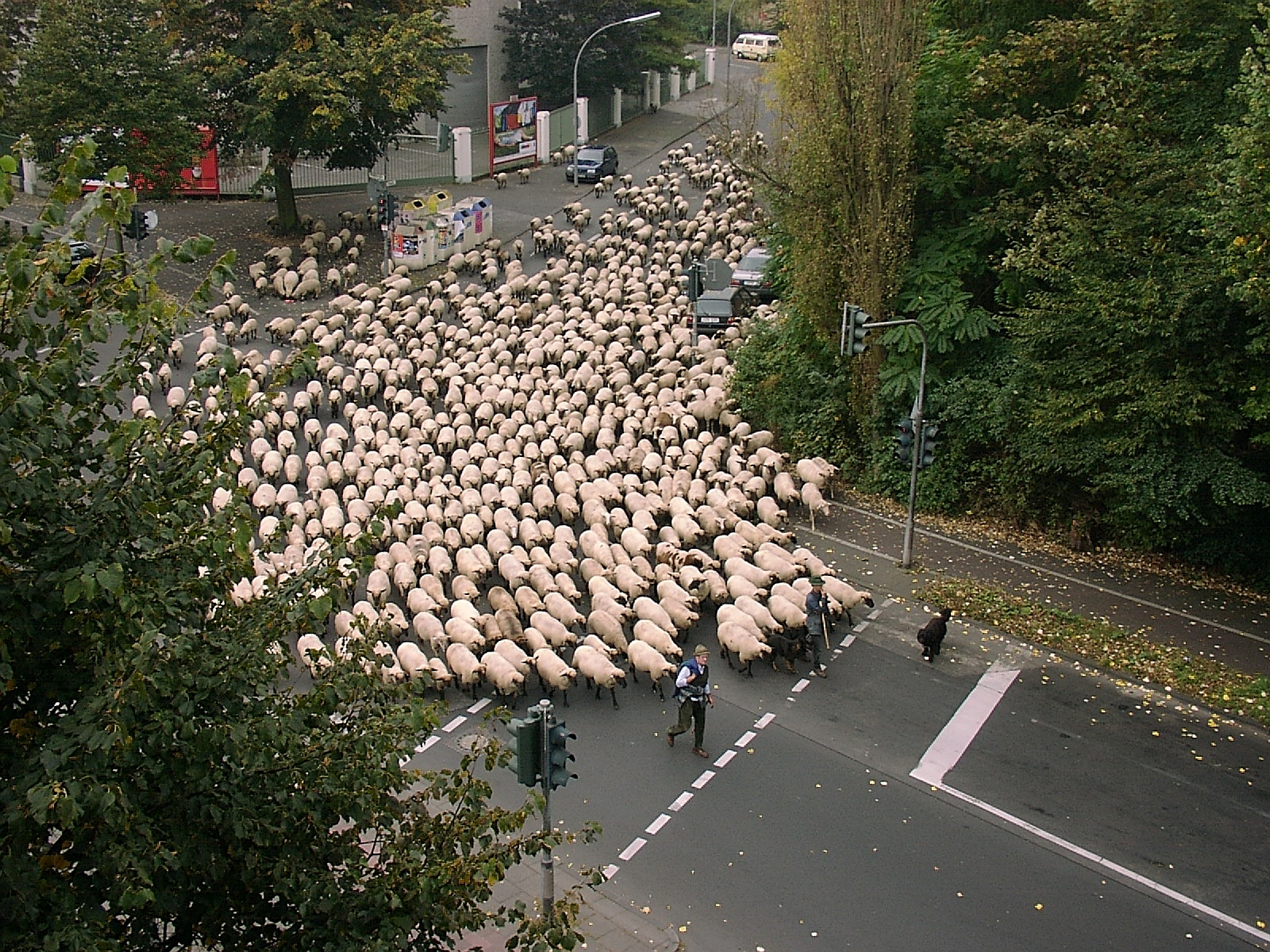
قطيع من الأغنام يمر في كولونيا، ألمانيا في صباح يوم العطلة

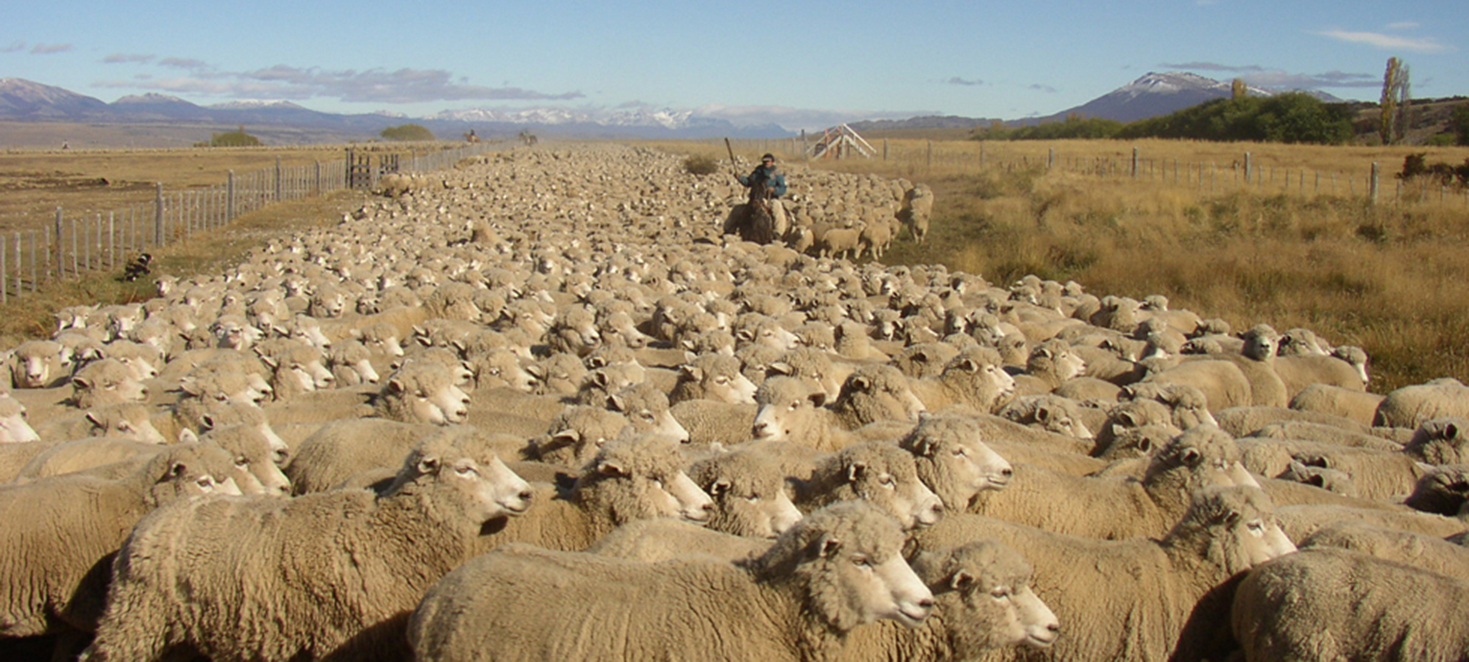
غنم في باتاغونيا ، الأرجنتين

تربية الأغنام هي اختيار الأغنام الجيدة والاعتناء بها بغرض الاستفادة من لحمها و حليبها و صوفها ويمكن أن تعطي الجلد والبرشمان.
يمكن تربية الأغنام في مناخات مختلفة من ضمنها المناخ الاستوائي. تدار معظم مزارع الأغنام من قبل راعي الغنم ومعه كلب الغنم. تبني معظم مزارع الأغنام سياج ومسكن ومكان لجز الصوف ويوجد مرافق أخرى للاعتناء بالأغنام مثل الماء والمرعى ومركز للأدوية.
المصدر الرئيسي لمزارع الأغنام هو بيع الحملان وجز الصوف وبيعه. يختار المزارعون الأغنام من سلالات ملائمة مختلفة بحسب المنطقة والسوق. عند ملاحظة دورة الشبق عند النعجة ينظم المزارع اللقاء مع الذكور. عادة مايبتر ذيل الحملان الجديدة وتُخصى الذكور.

## إنتاج الأغنام عالميا
حسب قاعدة بيانات منظمة الفاو فإن أول خمس بلدان بعدد روؤس الأغنام (معدل من عام 1994 لعام 2013) هي القارة الصينية (مليون رأس 146.5)، أستراليا (مليون 101.1 )، الهند (62.1 مليون)، إيران (51.7 مليون)، والسودان (46.2 مليون).
في عام 2013 كان توزع عدد روؤس الغنم كالتالي: 44% في آسيا، 28.2% في أفريقيا، 11.2% في أوروبا، 9.1% في أوقيانوسيا، 7.4% في أمريكا.
المنتجين الأوائل للحم الغنم (معدل من عام 1994 لعام 2013) هم القارة الصينية (1.6 مليون)، أستراليا (618,000)، نيوزلندا (519,000)، المملكة المتحدة (335,000)، تركيا (288,857). أول خمس منتجين للحم الغنم في عام 2013 هم القارة الصينية (2 مليون)، أستراليا (660,000)، نيوزلندا (450,000)، السودان (325,000)، تركيا (295,000).

## أمراض الأغنام
تصيب الأغنام عدد من الأمراض منها الفيروسات أو الطفيليات سواء الداخلية مثل الديدان الأسطوانية، الديدان الشريطية، الديدان الكلوية أو الخارجية مثل الذباب المنزلي وذبابة الدودة الحلزونية وذبابة نغف أنف الغنم وذبابة الحظيرة وبرغوث صوف الغنم والقراد.
معظم هذه الأمراض تنتقل بسبب قلة النظافة في العلف والقطيع ومكان السكن وأدوات جز الصوف. ينصح بعمل مغطس للأغنام بدلا من الرش السطحي لضمان وصول المواد المطهرة إلى جلد الحيوان وذلك لوجود طبقة الصوف الكثيفة عليه، ويستفاد من هذه العملية أيضا تنظيف صوف الأغنام قبل قصه أو تجهيز الحيوان للبيع في الأسواق.

## الحليب
يكون قوام حليب الأغنام كثيفا وغني بالبروتين والكربوهيدات مما يجعله مثاليا لصنع الجبن. تختار سلالات حلوب لإنتاج كمية أكبر وبوقت أكثر خلال السنة. تعطي السلالات العادية الحليب خلال 90 - 150 يوم أما سلالة الحلوب تعطي لمدة 120- 240 يوم، حيث تنتج النعجة الحلوب ما بين 400 - 1100 باوند من الحليب سنويا بينما تنتج النعجة العادية 100-200 باوند بالسنة فقط وعندما تهجّن السلالة العادية مع الحلوب تعطي إنتاج 300 - 650 باوند بالسنة.

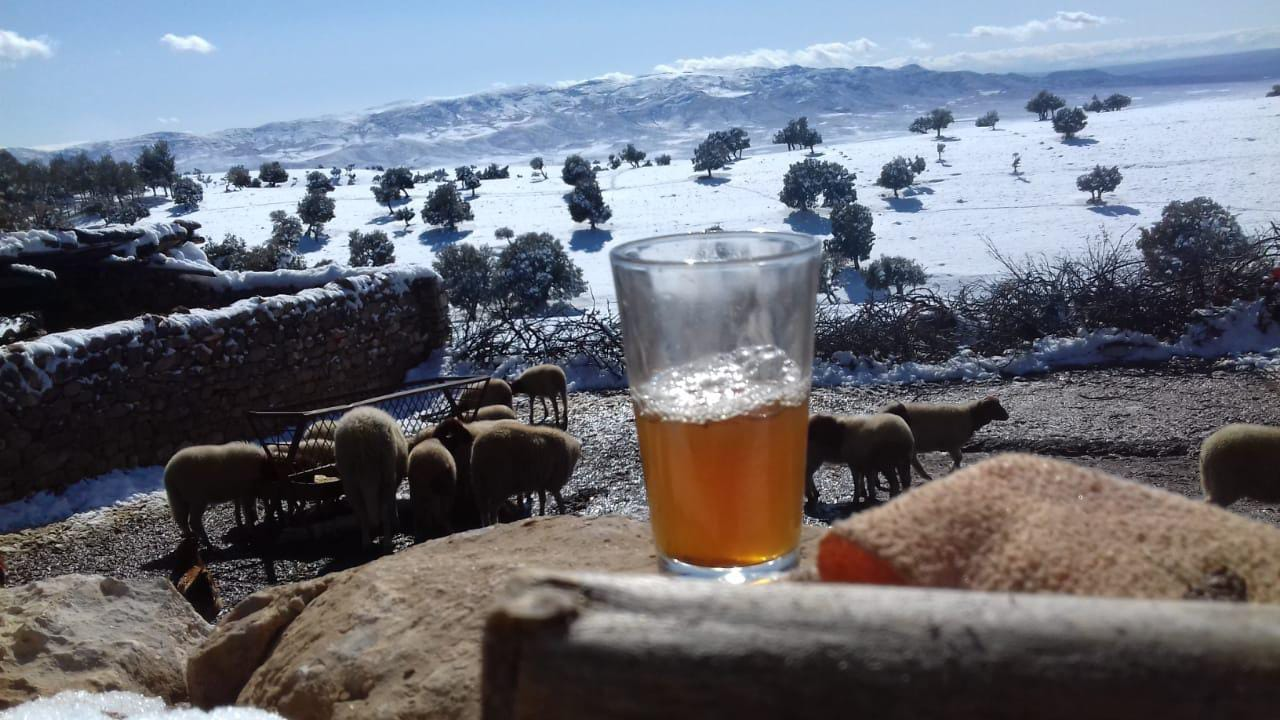
قطيع أغنام وسط الثلوج بإقليم بولمان بالأطلس المتوسط المغربي

## وصلات إضافية
- إنتاج ورعاية الأغنام
- Sheep على مشروع الدليل المفتوح